# Aloïs De Laet
Aloïs De Laet (Antwerpen, 25 oktober 1866 - aldaar, 19 oktober 1949) was een Belgisch kunstschilder.

## Levensloop
Alois De Laet groeide op aan de Falconrui in het Antwerpse Schipperskwartier waar zijn moeder een cafeetje uitbaatte. Hij was de achterbuur van de kunstenaarsfamilie Mortelmans en bevriend met kunstschilder Frans Mortelmans en diens broer, componist Lodewijk Mortelmans. Ondanks zijn passie voor de schilderkunst interesseerde De Laet zich aanvankelijk meer voor muziek. Hij volgde lessen bij Peter Benoit en speelde als bijverdienste piano in het cafeetje van zijn moeder.
Als kunstschilder was Alois De Laet een autodidact die evenwel veel opstak van zijn twee ooms die decoratieschilder waren. In 1900 exposeerde hij als eerste in de Cornelis Landschotkapel bij de sociaal filosofische beweging 'De Kapel'. Daar ontmoette hij vele kunstenaars zoals Eugeen Van Mieghem, Henry Van de Velde en Stijn Streuvels. De Laet noemde zichzelf een van de eerste Antwerpse socialistische kunstenaars. Hij schilderde portretten, genretaferelen en landschappen met een weemoedige sfeer. Bij het uitbreken van de Eerste Wereldoorlog vluchtte hij naar Wimbledon in Engeland waar hij in contact kwam met een oude kennis, Emile Claus.
Na de 1ste wereldoorlog oogstte hij veel succes met zijn landschappen van de Kalmhoutse Heide en de Antwerpse polders. Onder invloed van het luminisme werd zijn kleurenpalet met de jaren helderder. Hij was lid van verschillende kunstkringen, waaronder Eenigen, Als ik Kan, de Scalden, La Libre Esthétique en Vie et Lumière. Op het Kiel had hij enige tijd een eigen schildersschool en werd er later ook een straat naar hem vernoemd. Hij woonde nadien in de Lange Leemstraat 309 in Antwerpen. De plechtige zerkonthulling aan zijn graf op het Antwerpse Schoonselhof vond plaats op 9 mei 1950 in aanwezigheid van zijn vrienden uitgever Victor Resseler en schrijver Lode Baekelmans.

## Tentoonstellingen
- 1900, Antwerpen, Lantschotkapel
- 1905, Antwerpen, Galerie Buyle, Salon 1905 van "Als ik kan" ("Sneeuw")
- 1907, Brussel, Salon ("De weg van Berchem")
- 1921, Antwerpen, Salon
- 1927-1928, Antwerpen, Kunstkring
- 1928, Antwerpen, Driejaarlijks Salon
- 1931, Antwerpen, Galerie Breckpot
- 1931, Antwerpen, Driejaarlijks Salon

## Musea
- Antwerpen, Kon. Museum voor Schone Kunsten